# 马桥子街道
马桥子街道，是中华人民共和国辽宁省大連市金州区下辖的一个乡镇级行政单位。
街道办事处位于辽宁省大连市经济技术开发区黄海西二路65号。

## 行政区划
截止目前，马桥子街道下辖以下社区：
山景社区、五彩城社区、工业团地社区、倚山里社区、倚园里社区、松林社区、松海社区、明星社区、东山社区、新桥社区、金桥社区、红梅社区、翠竹社区、西山社区、杏林社区、青松社区、华润社区、岭湾峰尚社区、城润社区、亿锋社区、怡海社区、润海社区、保兴社区、富兴社区、海湾城社区、华阳社区、盛兴社区、翠南社区、瑞松社区、景颐社区、杏园社区、宁泰社区和悦海社区。